# Социологија рада
Социологија рада је грана социологије која проучава интеракције особа на радном месту, утицај различитих фактора на продуктивност (укључујући психофизичко здравље и породичне односе) и ефикасније односе међу запосленима и управом. У смислу заштите на раду, запошљавања особа са дисабилитетима и социјалног обезбеђивања запослених, социологија рада је блиска социјалном раду и проучава се у оквиру његових студија, посебно у припреми социјалног радника за рад у предузећима. На макроекономском нивоу, социологија рада изучава утицај промена у процесу рада на читаво друштво (имплементације нових система управљања, индустријализације, роботизације и сл.)

## Појам рада
Рад је специфична особина човека и основни услов његовог опстанка у одговарајућим културно – историјским облицима удруживања. Разне науке проучавају појам рада али се он и даље уситњава и шири. Рад је исувише опширан појам па постоји велики број приступа услед чега се јавља појмовна неуједначеност. 

## Социологија рада
Социологија рада је посебна социолошка дисциплина која се бави изучавањем рада као друштвене појаве. Исказује се у међузависности карактера, облика, организације рада и односа људи у раду. Социологија рада проучава човека у његовим радним улогама, друштвене групе када делају као радне, организације и институције настале ради усмеравања радне делатности итд...

### Однос опште социологије и социологије рада
Сама општа социологија је открила пут индустријској социологији. Али поглед опште социологије није био довољан па се ствара потреба за детаљнијим испитивањем индустрије и њеног рада.Самим тим настаје нова дисциплина индустријска социологија тј. социологија рада.

### Предмет социологије рада
Посебно место социологија рада заузима захваљујући истраживачкој пракси којом долази до особених знања у вези са људским радом. У почетку док је социологија рада била у настанку предмет је био индустријски рад као доминантна форма. Џон Скот је први дефинисао индустријску социологију као специјалну социолошку дисциплину која проучава индустрију, њене творевине и однос према ширем друштву. Истицањем индустрије социологија рада се редуковала на изучавање само једног вида рада у модерном друштву. Осим прве идентификације социологије рада са индустријском социологијом постојало је и шире проучавање људског рада у европској социологији.

### Настатнак и конституисање социологије рада
Социологија рада настаје уз друге социолошке дисциплине заједно са настанком социологије као науке а њено конституисање је прошло кроз три фазе:
1. Донаучни период развоја мисли о раду
2. Класична етапа развоја мисли о раду
3. Савремена етапа развоја социологије рада